# Go Go Round This World!
「Go Go Round This World!」（ゴー・ゴー・ラウンド・ディス・ワールド）は、日本のバンド、フィッシュマンズの6枚目のシングルである。1994年2月2日発売。発売元はメディア・レモラス。

## 概要
3rdアルバム『Neo Yankees' Holiday』の発売後、フィッシュマンズ初のマキシ・シングルとして発売された。なお、表題曲は4thアルバム『ORANGE』には収録されておらず、アルバムとしてはベスト盤『1991-1994 singles & more』に初収録された。
レコーディングはミュージック・イン・山中湖スタジオ、マグネット・スタジオ、ファーム・スタジオで、ミックスはファーム・スタジオでそれぞれ行われた。レコーディング及びミキシング・エンジニアは共同プロデューサーでもあるZAK。
本作ではパッケージ・デザインに山本ムーグらのPHONIC（Phonic Association）が起用された。PHONICはこれ以後フィッシュマンズの作品のアートワークを多く手がける。パッケージ・デザインはマキシ・シングル版の他にプロモーション用の7inchアナログ版に用いられたヴァージョンがあり、ポニー・キャニオンから2009年にリイシューされたHQCD版では後者が採用されている。
マキシ・シングルの複数あるリイシュー版のうち、1998年のポニー・キャニオン盤（PCCAX-00008）にはCDエクストラに表題曲のライヴ映像及び『フィッシュマンズ辞典』が収録されている。
2016年、限定アナログBOXセット『GO GO ROUND THIS WORLD!～FISHMANS 25th ANNIVERSARY RECORD BOX』に本作のアナログ盤が収録された。
本作について、リリース当時に佐藤伸治は次のように述べている。
- わりと親切に、自分たちがどんなバンドかわかりやすい「入り口」のような曲にした。「入り口」がない曲が、自分らは多いので。
- ほかの収録曲の選択理由は、自分たちはスローな曲にその本質があるから。そういうものを入れた。
- 去年の夏からずっとライヴをやってて、それがわかってきた。アルバムまで待つのではなく、それをいま見せたいと思った。だからこの四曲には全部関連がある。まとめて聴かないとわからないと思う。
- 自分たちが表現したいは、「全然」ということだ。ドラマチックじゃない感じ。
- その「ぜんっぜん」には、ある人にとっては「こわい」ようなことも入ってます。俺、自分でもかんじるし。ま、フツー生きててあること。商売考えるといらないんだけどね。でも、外国の絵でも写真でも音楽でも「すごくいいけど、こわい」みたいなのって、基本っていうかさ。日本の音楽事情が特殊っていうか、日本の「いまの音楽」が特殊なんだよね。ドラマにしちゃうとラクなんだっろうけどさ。逆にそういうの、僕にはきゅうくつに見えるんだけどさ。フツーにフラットな頭で生きてれば、ねえ?

## 収録曲
1. Go Go Round This World!
作詞・作曲：佐藤伸治／編曲：フィッシュマンズ
1993年11月15日の代々木チョコレートシティでのライヴにて初演。
2. Smilin' Days, Summer Holiday (kick the space echo session)（7分15秒）
作詞・作曲：佐藤伸治／編曲：フィッシュマンズ
3rdアルバム『Neo Yankees' Holiday』に収録されていた楽曲の別ヴァージョン。
「この曲が当時のライブのハイライトになっていたこともあってライブヴァージョンのスタジオでの再現を狙ったほとんど一発録りのもの」（野地浩稔）[5]
「2曲目はまさにライブの成果っていう感じで。アルバム出して、ライブ・アレンジして、どんどん良くなるんですよ。アルバムがもったいないくらい(笑)。」（佐藤）[6]
3. Go Go Round This World! (naked funk mix)（3分35秒）
作詞・作曲：佐藤伸治／編曲：フィッシュマンズ
表題曲の別アレンジ・ヴァージョン。生演奏に近い[7]。プロデュースはオーディオ・スポーツの恩田晃とZAK。
ゲスト・ミュージシャンとして以下のメンバーが参加している。
  - シュガー吉永 - ギター
  - 細木隆広 - ベース
  - 森俊之 - ミニモーグ、ピアノ
  - 芳垣安洋 - パーカッション
4. Future (remix)（4分46秒）
作詞・作曲：佐藤伸治／編曲：クレジットなし
1stアルバム『Chappie, Don't Cry』に収録の曲を恩田晃がプロデュースしたリミックス。歌詞は『Chappie Don't Cry』収録のものより少し短くなっている。
ゲスト・ミュージシャンとして以下のメンバーが参加している。
  - 森俊之 - ミニモーグ、Prophet600、KORG T-2EX
  - 芳垣安洋 - パーカッション
  - シュガー吉永 - ギター

「これ（リミックス曲）に関しては、一度すべておまかせというのをやってみたかったので。ただ、お洒落なムーヴメント的な感覚のものではない、もっと音楽的なものなんです」（佐藤）[8]

## 収録アルバム等

### Go Go Round This World!
- ベストアルバム『1991-1994 singles & more』
- ベストアルバム『空中 ベスト・オブ・フィッシュマンズ』Disc-1 - エンディングがフェードアウトしないヴァージョンを収録。そのためシングル・ヴァージョンより曲が長い（3分59秒）。
- ライヴアルバム『LONG SEASON '96～7 96.12.26 赤坂BLITZ』Disc-1 - 「naked funk mix」ヴァージョンのアレンジに近いライヴ・ヴァージョンを収録
- ベストアルバム『BLUE SUMMER ～Selected Tracks 1991-1995～』Side.A
- ライヴアルバム『若いながらも歴史あり 96.3.2@新宿LIQUID ROOm』Disc-2 - シングル・ヴァージョンのアレンジに近いライヴ・ヴァージョンを収録

### Smilin' Days, Summer Holiday (kick the space echo session)
ここでは本シングルに収録のヴァージョンに近いライヴ・ヴァージョンを収録したものを挙げる。
- ライヴアルバム『98.12.28 男達の別れ』Disc-1
- ライヴアルバム『LONG SEASON '96～7 96.12.26 赤坂BLITZ』Disc-1
- ライヴアルバム『若いながらも歴史あり 96.3.2@新宿LIQUID ROOm』Disc-1

## 映像作品

### Go Go Round This World!
- ポニー・キャニオン版の本作（PCCAX-00008）にはCDエクストラに本曲のライヴ映像が収録されている。
- VHS/DVD『記憶の増大』 - 1997年5月31日神戸CHICKEN GEORGE/ROCK AROUND KOBE vol.5でのライヴ・バージョンを収録。
- DVD『98.12.28 男達の別れ』 - ライヴ・バージョンを収録。
- DVD『若いながらも歴史あり 96.3.2@新宿LIQUID ROOm』 - ライヴ・バージョンを収録。

### Smilin' Days, Summer Holiday (kick the space echo session)
ここでは本作に収録のヴァージョンに近いライヴ・ヴァージョンを収録したものを挙げる。
- DVD『98.12.28 男達の別れ』
- DVD『若いながらも歴史あり 96.3.2@新宿LIQUID ROOm』

## 参加ミュージシャン
- 佐藤伸治: ボーカル、ギター、コルネット
- 小嶋謙介: ギター
- 茂木欣一: ドラムス、コーラス、カシオトーン
- 柏原譲: ベース、プログラミング
- ハカセ: キーボード、サンプラー
- シュガー吉永: ギター（M-3, M-4）
- 細木隆広: ベース（M-3）
- 森俊之: キーボード（M-3, M-4）
- 芳垣安洋: パーカッション（M-3, M-4）